# Calle de la Alameda
La calle de la Alameda, antigua calle la Arboleda, es una vía pública de la ciudad española de Madrid, situada en el barrio de Cortes, perteneciente al distrito Centro, y que une la plaza de la Platería de Martínez con la calle de Atocha. Comienza su recorrido en la plaza de la Platería de Martínez y discurre en dirección norte-sur. Según Carlos Cambronero e Hilario Peñasco de la Puente, en su origen terminaba esta calle en la del Gobernador, y luego se extendió hasta la Atocha.

## Historia
Antiguamente se llamó calle de la Arboleda, aunque en el plano de Texeira de 1656 aparece sin nombre. En el de Antonio Espinosa de los Monteros de 1769 figura ya con la denominación actual, pues al parecer hubo una alameda en la zona.
A lo largo de su recorrido se encuentran espacios culturales como Medialab-Prado, en el número 15, o el edificio del CaixaForum Madrid, esquina a la calle de Almadén. En el número 5 se encuentra el Centro de Salud Alameda.

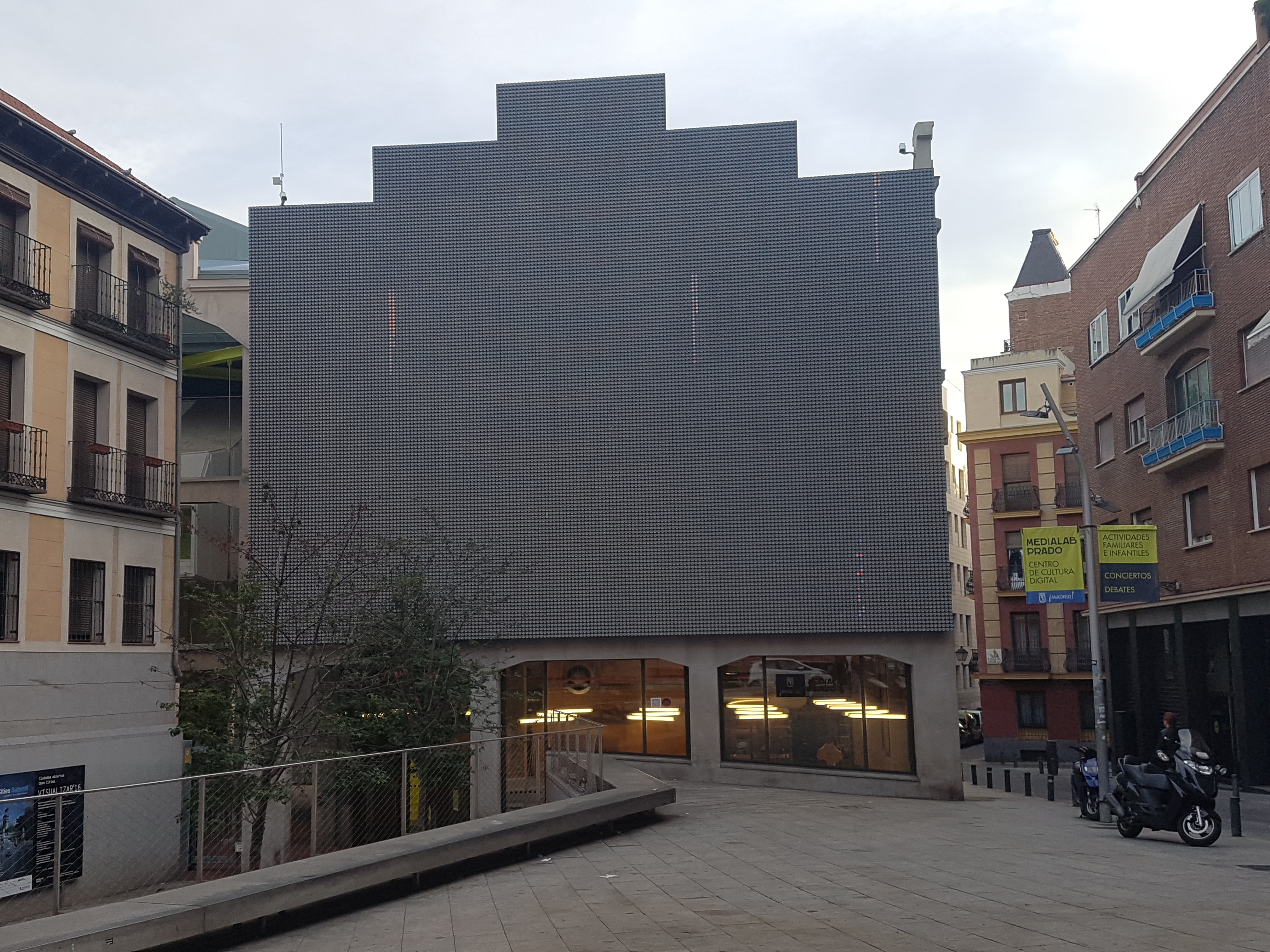
Fachada digital en el núm. 15
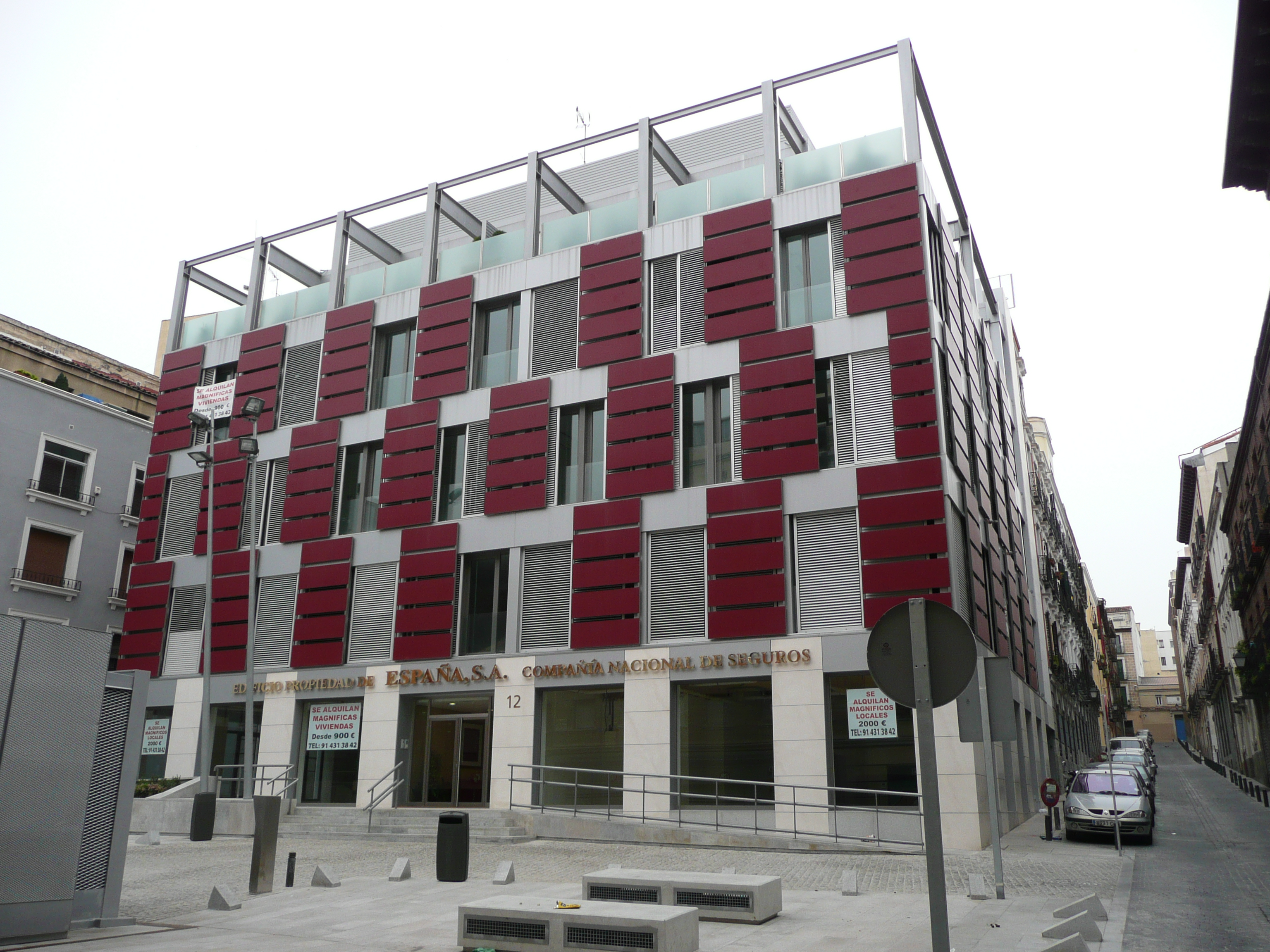
Edificio en el número 12
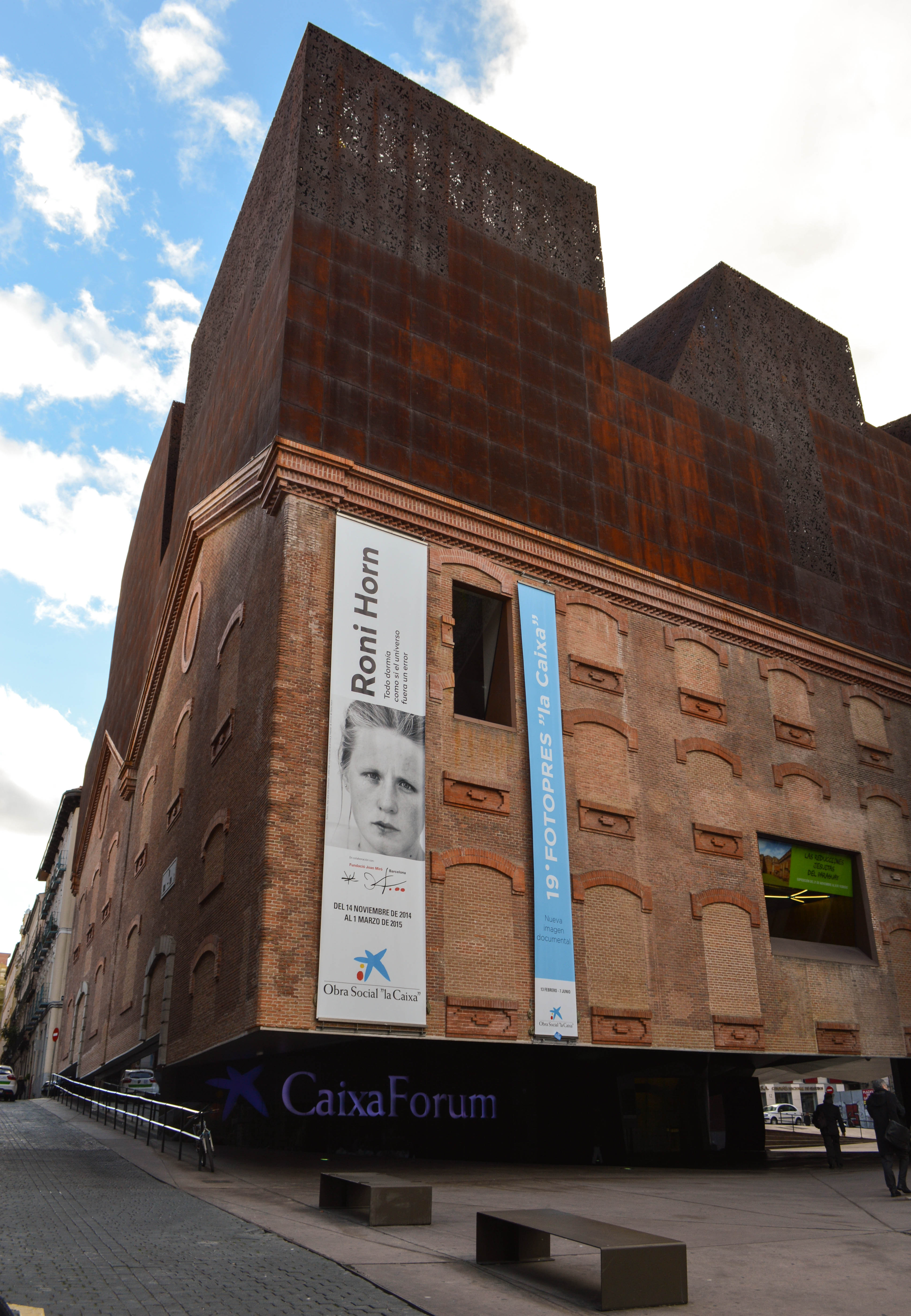
CaixaForum Madrid en el núm. 13